# Шаймуратово
Шаймура́тово (баш. Шайморат) — село в Кармаскалинском районе Республики Башкортостан Российской Федерации. Административный центр Шаймуратовского сельсовета.

## География

### Географическое положение
Расстояние до:
- районного центра (Кармаскалы): 12 км,
- ближайшей ж/д станции (Кабаково): 20 км.

## Название
Деревня получила своё название в честь уроженца деревни Минигали Шаймуратова — народного героя, командира 112-й Башкирской кавалерийской дивизии, прославившегося в годы Великой Отечественной войны.
Старое название — Биштяки (тат. Биштәкә досл. «пять баранов»).

## История
Деревня основана в мае 1755 г. татарами-мишарями по договорной записи о припуске, заключенной между башкирами-вотчинниками д. Мусино Минской волости и мишарским старшиной Урманом Уразовым. Изначально было 8 дворов. По легенде, название деревня получила из-за 5 баранов, уплаченных в числе арендной платы за припуск. В первой половине XIX в. населявшие деревню мишари находились в составе 12-й юрты 3-го мишарского кантона, а тептяри — в рядах тептярской команды № 1 Уфимского уезда. После реорганизации Башкиро-мещерякского войска в 1855 году сословия башкир, мишарей и тептярей были объединены. С 1855 по 1865 сословия мишарей и тептярей называли также «новобашкирами». Во второй половине XIX в. здесь получили распространение плотническое и печное ремесла. Имелась лесопилка. По воскресным дням проводился базар, 4 хозяина держали домовые лавки. Мусульмане относились к приходам 3-х мечетей.
В 1877 г. в книге «Уфимская губерния. Список населенных мест по сведениям 1870 года» приводятся следующие данные: «…Деревня Биштяки относится к стану Уфимского уезда Уфимской губернии. В деревне имеются 274 двора, 3 мечети, 3 мектебе — проживает 673 человека мужского пола, 703 — женского пола. Этнографический состав населения: башкиры, занятия — пчеловодство, печное дело, плотничество».
Газета «Уфимския губернския ведомости» за февраль 1880 г. также писала о том, что в деревне Биштяки проживали башкиры.
В 1895 г. при 349 дворах проживало 1017 мужчин и 991 женщина.
В 1920 г. в 547 домах проживало 1296 мужчин и 1389 женщин.
В 1926 году, согласно "Списку населенных пунктов Башреспублики, в 547 дворах проживало 2685 мещеряков.
В 1965 г. Указом Президиума ВС РСФСР село Биштяки переименовано в Шаймуратово.

## Население
| 2002 | 2009 | 2010 |
| ---- | ---- | ---- |
| 982  | ↘826 | ↘776 |

Население села по переписям 1970 и 1979 гг. было преимущественно татарским.
Согласно переписи 2002 года: башкиры — 64 %, татары — 33 %.

## Религия
В селе есть мечеть.

## Достопримечательности
- 31 мая 1964 года в селе был установлен бюст генералу М. М. Шаймуратову, автор — скульптор Б. Д. Фузеев.
- 11 сентября 2015 года был уставлен второй по величине в республике конный памятник;  автор скульптор-монументалист и архитектор, член Союза художников России Денис Стритович. В открытии памятника участвовали Владимир Мединский и Рустэм Хамитов. [10]

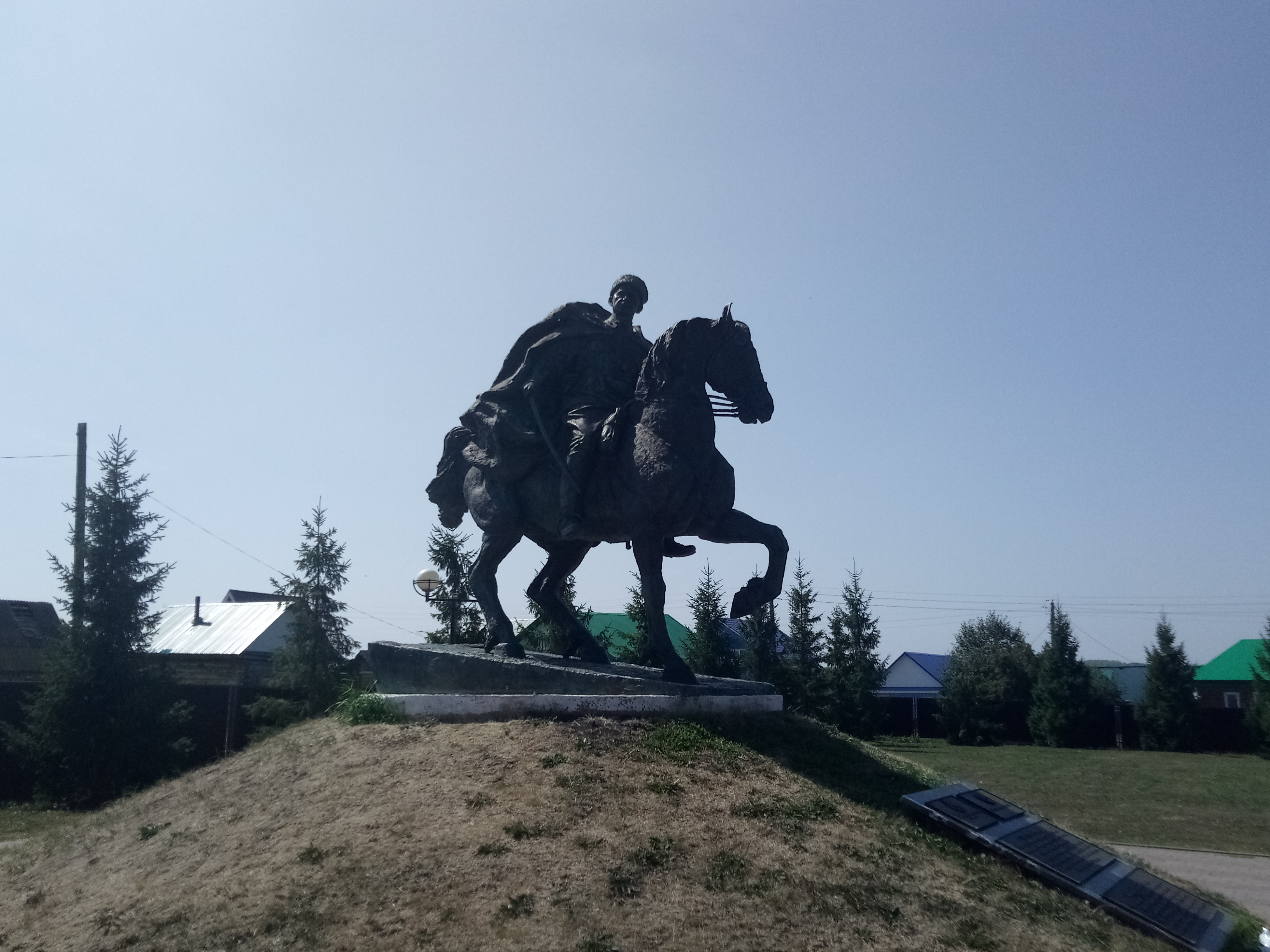
Конный памятник генералу М.М Шаймуратову

## Известные уроженцы, жители
- Фахрисламов, Мухаметнур Хабибрахманович (1921 — 1952) — бригадир полеводческой бригады картофелеводческого совхоза имени Цюрупы Министерства пищевой промышленности СССР, Уфимский район Башкирской АССР. Герой Социалистического Труда (1951).

## Монетарный эксперимент
В 2011 году деревня стала известна в СМИ из-за монетарно-валютного эксперимента, запущенного местным предпринимателем Артуром Нургалиевым — собственником и генеральным директором местного сельскохозяйственного предприятия. Автором идеи был экономист Рустам Давлетбаев. Предприниматель по собственной инициативе ввёл в оборот местную валюту — «шаймуратики», призванную заменить бытовавшую до этого натуральную оплату труда. Валютой выдают часть зарплаты работникам предприятия, её принимают к оплате в местных магазинах, ею же можно расплачиваться за услуги.
Как стало известно, позднее появился электронный аналог «шаймуратиков», называемых «Тюрккойны», работавшие в специально созданной клиринговой платежной системе с очень богатым функционалом, позволяющим программистам расширенно использовать «тюрккойны» в расчетах.
После появления «тюрккойнов» появились и «алтын динары», имеющие достаточно сходные характеристики с «тюрккойнами», но отличавшиеся рядом критических характеристик.
По мнению экономиста Михаила Хазина, эти денежные знаки не являются деньгами в полном смысле слова, поскольку не обладают функцией накопления. По сути, они представляют собой товарные талоны.
По сообщению предпринимателя, он был вынужден ввести альтернативную местную валюту, когда его сельхозпредприятие столкнулось с финансовыми трудностями: торговые посредники, закупающие продукцию предприятия, не были готовы рассчитываться «живыми» деньгами; накопились долги, в результате которых предприятие не могло выплачивать в полном объёме зарплаты сотрудникам.
Положительный эффект от эксперимента стал заметен очень скоро. Частичный переход на локальную валюту резко оживил микроэкономику села: товарооборот вырос сразу в 12 раз. Эксперимент также значительно улучшил экономику предприятия и фактически спас его от банкротства.
Об эксперименте рассказали республиканские СМИ. Чуть позже прокуратура Республики Башкортостан посчитала введение местной валюты противоречащей закону и запретила её оборот. Впоследствии Апелляционный суд республики отозвал это решение. Однако дело было передано в Республиканский суд, который признал инициативу незаконной. И вновь подтвердил законность в 2015 году.